# 蘇長竜
蘇 長竜 (そ ちょうりゅう、スー チャンロン、1982年1月28日～)は、天津市出身の中華人民共和国の野球選手、野球指導者。天津ライオンズ所属。

## 経歴
小学生時、放課後に学校で勧誘活動を行う野球クラブの練習を見ていたが、そのコーチから誘いを受けたのが競技生活のスタートだった。
1998年から天津市野球隊に参加、2002年に中国野球リーグ（CBL）が発足すると天津ライオンズに所属した。
2003年にはアテネオリンピックの予選を兼ねて札幌ドームで開催されたBFAアジア野球選手権大会の中国代表に選出され、日本戦で登板し1回を無失点に抑えた。2005年にはCBLの最優秀左投手に選ばれた。2008年に東京ドームで開催された2008年のアジアシリーズでは中国代表としては初めて単体チームで出場した天津ライオンズの一員として来日、CPBLで優勝した統一セブンイレブン・ライオンズ相手に先発し4回2死まで無安打投球を見せ、この大会で優勝した統一から金星を上げるまであと一歩の試合展開を作った。
2013年の中華人民共和国全国運動会（全運会）後、プレーを続けるか迷っていたが監督の説得を受けて競技を続行。在籍中に天津市代表は二度（2001年、2005年）全運会で優勝していたが、当時はまだ若手だったことから主力選手として優勝したいという思いを抱き4年間準備を続けた。2017年、地元開催となった第13回全運会で天津隊を優勝に導き、35歳での引退を示唆していた。
しかし、その後も現役を続行。2021年の全運会の代表に入り、決勝戦に登板した。2023年には41歳にして初めて第五回ワールド・ベースボール・クラシック（WBC）の中国代表に選出された。本人にとっては14年ぶりの国家代表選出であり、この大会においてネルソン・クルーズ、アダム・ウェインライトに次ぐ3番目の年長選手となった。初戦の日本戦に4番手として登板、牧秀悟に本塁打を浴びた。同年10月に浙江省紹興市で開催された杭州アジア大会の野球競技にも引き続き中国代表として出場。10月3日の日本戦では3番手として登板し満塁のピンチを抑え、中国野球史上初の日本戦勝利に貢献した。2025年はロースターに入っておらず、また野球中継の解説に登場しているため引退したと見られる。

## プレースタイル・人物
利き手を隠すようなテイクバックから130キロ中盤の速球を低めに集める。変化球はカーブ、スライダー、チェンジアップを投じる。

## 代表歴
- 2003年アジア野球選手権大会
- 2023 ワールド・ベースボール・クラシック
- 2022年アジア競技大会（2023年、杭州）